# Fusa Miyake
Fusa Miyake (三宅 芙沙, Miyake Fusa) est une physicienne japonaise spécialiste des rayons cosmiques à l'Université de Nagoya, dont les travaux mesurant l'abondance des isotopes ont permis l'identification des événements de Miyake, appelés ainsi d'après son nom. Ces événements cosmiques fournissent des points de référence temporelle d'échelle planétaire pour les séquences chronologiques relatives issues de matériaux comme les carottes de glace et les cernes des arbres (utilisées en dendrochronologie).

## Carrière scientifique
Fusa Miyake obtient son doctorat à l'Université de Nagoya en 2013 puis est ensuite nommée professeur assistant. En 2017, elle est promue professeure associée à la Division de recherche sur les rayons cosmiques au sein de l'Institut de recherche environnementale Espace-Terre (ja) de cette université.
Ses recherches doctorales identifient des événements dans le bois de cèdres japonais à longue durée de vie, maintenant appelés événements de Miyake, au cours desquels se produisent des pics d'isotopes cosmogéniques tels que le carbone 14, le béryllium 10 et le chlore 36 produits par le rayonnement provenant du Soleil lors de grosses éruptions solaires. Les mesures utilisent le carbone 14 de la cellulose extraite des cernes des arbres. Elle identifie ainsi un pic en 775 au cours de ses travaux de doctorat puis, avec ses collègues, identifie ensuite un événement centré sur 993-994 ainsi que sur 5480 et 660 avant notre ère.
D'autres chercheurs dans le monde ont reprise cette méthode et identifié d'autres pics depuis lors.
Ses recherches ultérieures avec des collaborateurs du monde entier et celles d'autres chercheurs suggèrent que la source du rayonnement provoquant les événements de Miyake est parfois plus complexe que des événements solaires isolés. Certaines peuvent provenir de multiples éruptions solaires, être influencées par la physiologie des arbres ou par les interactions de particules de haute énergie avec le champ magnétique terrestre.

## Publications
Miyake a publié, comme autrice ou co-autrice, plus de 50 articles et livres scientifiques. Les principaux sont listés ci-dessous :
- Ilya Usoskin, Fusa Miyake, Mélanie Baroni and 17 others (2023) Extreme Solar Events: Setting up a Paradigm. Space Science Reviews 219 pp73 ;
- P.J. Reimer, W.E.N, E. Bard ... F. Miyake ... and 38 others (2020) The IntCal20 Northern Hemisphere Radiocarbon Age Calibration Curve (0–55 cal kBP). Radiocarbon 62 pp 725–757 ;
- A. Scifo, M. Kuitems, A. Neocleous ... F. Miyake and 6 others (2019) Radiocarbon Production Events and their Potential Relationship with the Schwabe Cycle. Scientific Reports 9 17056 ;
- Fusa Miyake, Ilya Usoskin and Stepan Poluianov (2019) Extreme Solar Particle Storms: The hostile Sun Institute of Physics Publishing, pp 447.  (ISBN 9780750322300) ;
- Fusa Miyake, A.J. Timothy Jull, Irina P. Panyushkina and 7 others (2017) Large 14C excursion in 5480 BC indicates an abnormal sun in the mid-Holocene. Proceedings of the National Academy of Sciences (U.S.A.) 114 pp 881–884 ;
- F. Miyake, K. Nagaya, K. Masuda and T. Nakamura (2012) A signature of cosmic-ray increase in AD 774–775 from tree rings in Japan. Nature 486 pp 240 –242.

## Récompenses
En 2013, elle reçoit le prix Ikushi (育志賞, ikushishō), de la Société japonaise pour la promotion de la Science (d), qui récompense annuellement d'excellents doctorants d'universités japonaises.
En 2017, Fusa Miyake reçoit du Ministère de l'Éducation, de la Culture, des Sports, des Sciences et de la Technologie du Japon, un prix annuel prestigieux, le prix des jeunes scientifiques (若手科学者賞, wakate kagakusha shō),,.
En 2022, elle reçoit le prix José A. Boninsegna Frontiers in Dendrochronology de la Tree-Ring Society pour « ses contributions aux recherches appliquées sur le radiocarbone des cernes d'arbres, telles que la datation au radiocarbone et l'extension de la chronologie des cernes d'arbres, grâce à la découverte de pics de radiocarbone » ,.